# Кузин, Виктор (легкоатлет)
Ви́ктор Ку́зин (род. 13 ноября 1939) — советский легкоатлет, специалист по бегу на длинные дистанции и кроссу. Выступал за сборную СССР по лёгкой атлетике в 1960-х годах, победитель ряда крупных международных стартов, призёр первенств всесоюзного и всероссийского значения. Представлял Ульяновск и спортивное общество «Труд».

## Биография
Виктор Кузин родился 13 ноября 1939 года. Занимался лёгкой атлетикой в Ульяновске, выступал за РСФСР и добровольное спортивное общество «Труд».
Первого серьёзного успеха добился в сезоне 1961 года, когда в составе советской сборной одержал победу на международном кроссе в Женеве.
В 1963 году вновь выиграл международный кросс в Женеве.
В марте 1965 года стал бронзовым призёром в дисциплине 5 км на чемпионате СССР по кроссу в Ужгороде и серебряным призёром в беге на 5000 метров на соревнованиях в помещении в Ленинграде.
В январе 1966 года на соревнованиях в помещении в Москве взял бронзу в беге на 3000 метров, в мае на соревнованиях в Волгограде получил серебро в беге на 10 000 метров.
В 1967 году завоевал бронзовую награду в дисциплине 14 км на чемпионате СССР по кроссу в Ессентуках, одержал победу в дисциплине 5000 метров на международном старте в Гроссето, с личным рекордом 8:43.4 стал вторым в беге на 3000 метров с препятствиями на соревнованиях в Ленинграде. На чемпионате страны в рамках IV летней Спартакиады народов СССР в Москве в беге на 10 000 метров финишировал седьмым, так же установив личный рекорд — 28:49.0.
В июне 1971 года в дисциплине 10 000 метров занял пятое место на соревнованиях в Ростове-на-Дону.